# Paul Reclus (Mediziner)

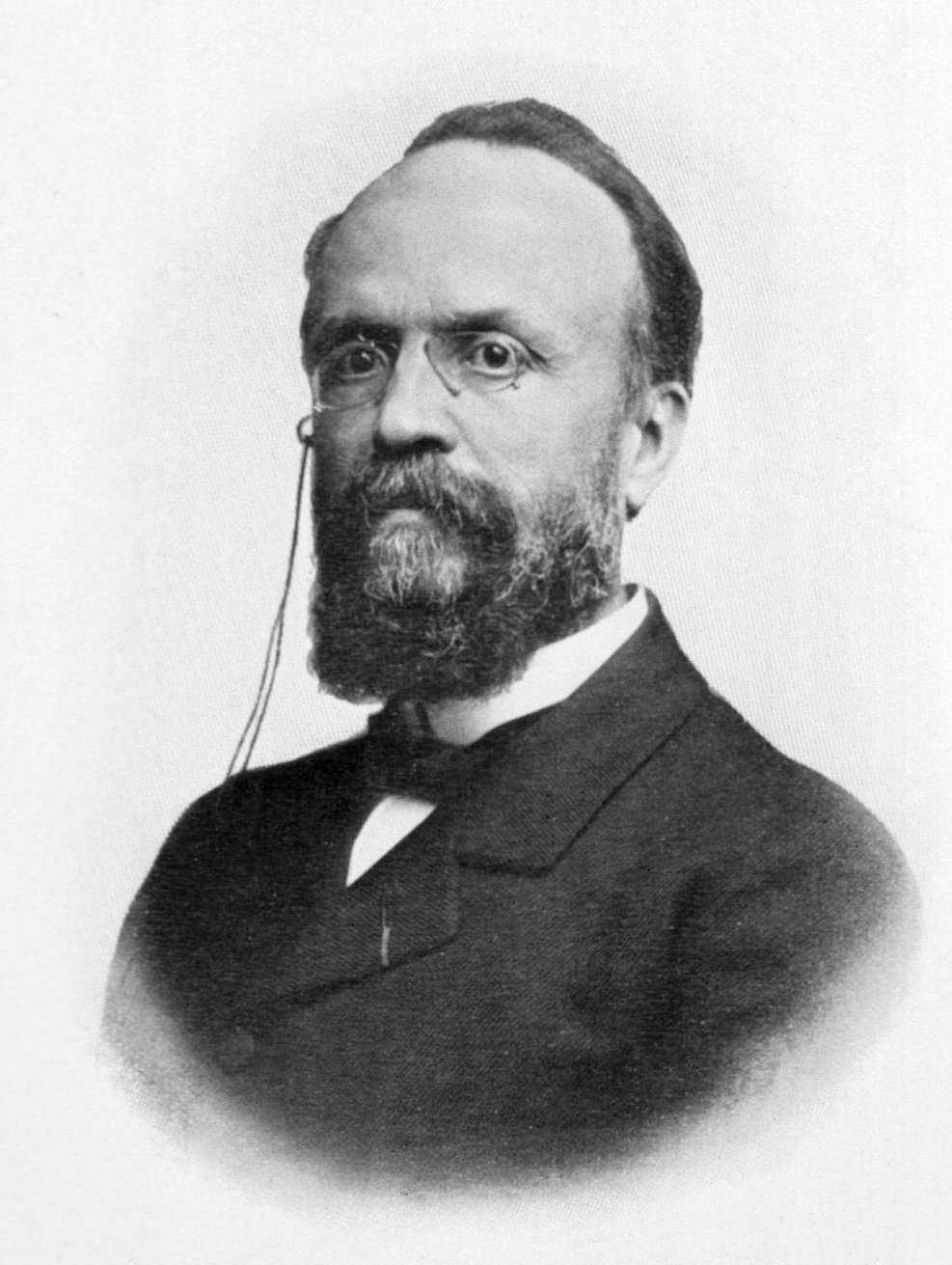
Porträtfoto, Datum unbekannt

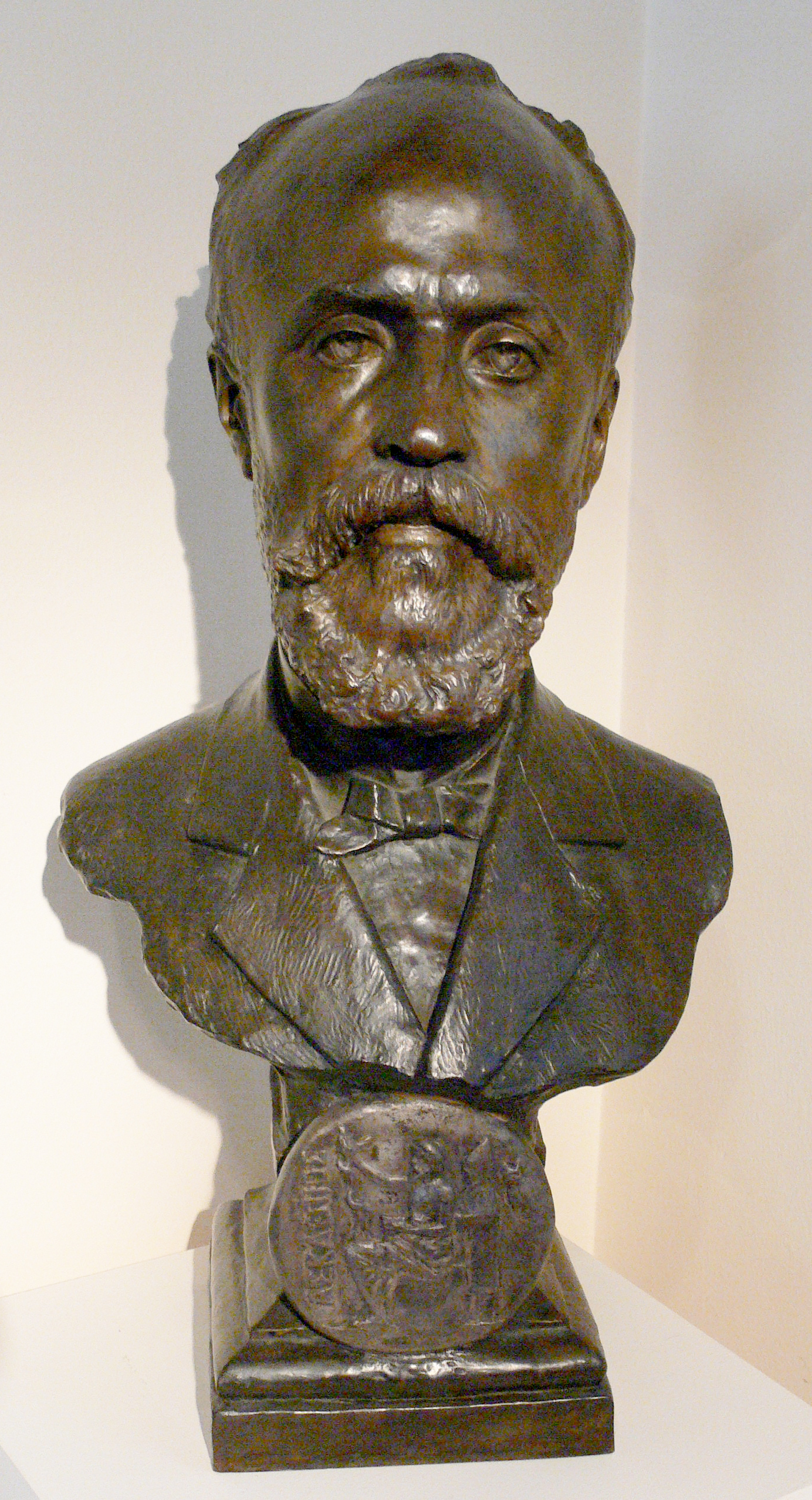
Bronze-Büste von Jean-Léon Gérôme

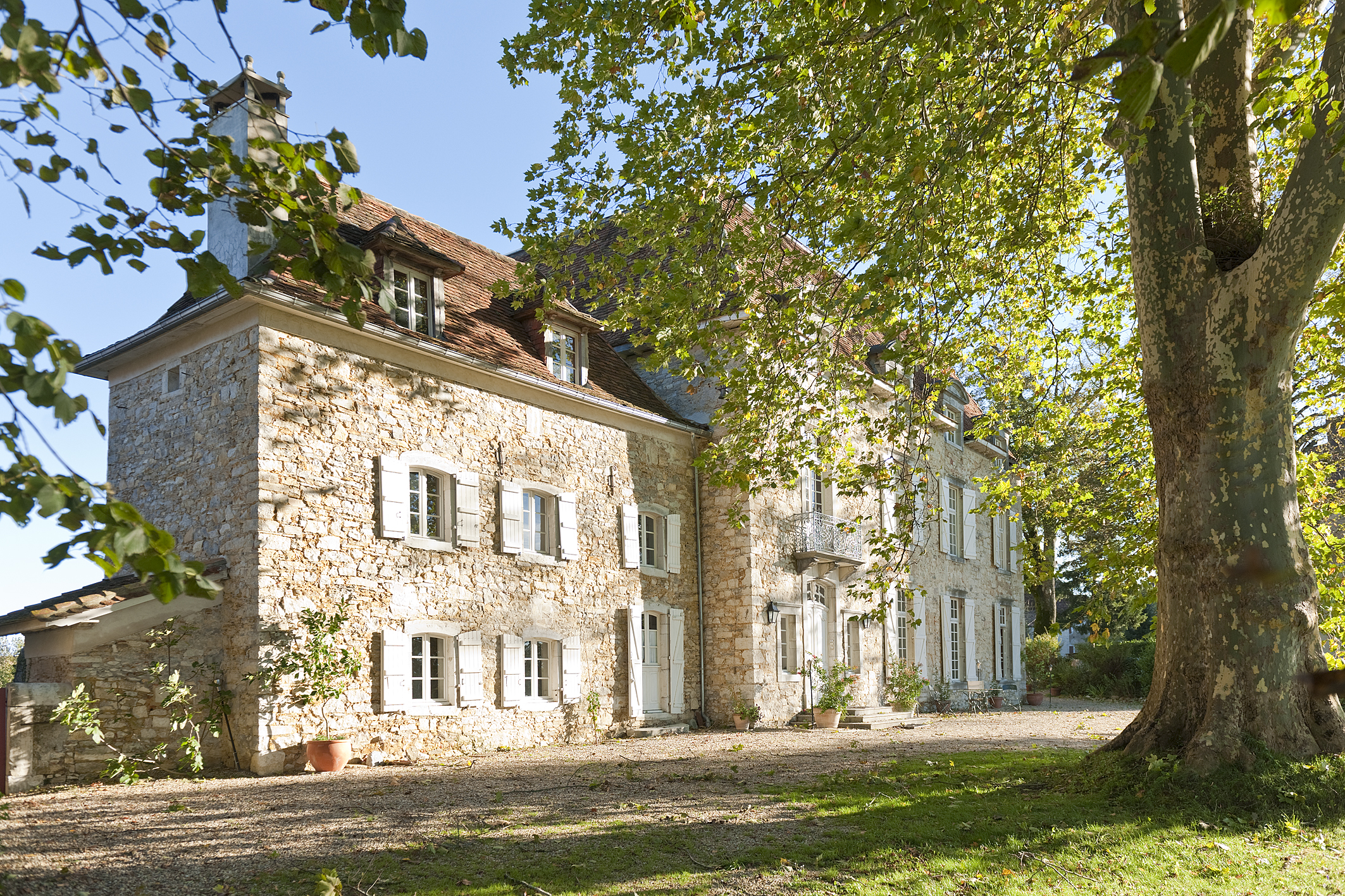
Südansicht des Château d´Orion

Paul Reclus (* 7. März 1847 in Orthez, Département Pyrénées-Atlantiques; † 29. Juli 1914 in Paris) war ein französischer Chirurg.

## Leben und Wirken
Reclus war ein Sohn des Pastors Jacques Reclus und dessen Ehefrau Zéline Trigant-Marquey. Er hatte dreizehn Geschwister, darunter den Ethnologen, Journalisten und Anarchisten Élie Reclus (1827–1904), den Anarchisten und Geographen Élisée Reclus (1830–1905), den Geographen Onésime Reclus (1837–1916) und den Geographen Armand Reclus (1843–1927). Er ist nicht mit dem Anarchisten Paul Reclus (1858–1914) zu verwechseln, seinem Neffen, dem Sohn von Élie.
Reclus besuchte das protestantische Gymnasium in Sainte-Foy-la-Grande und studierte ab 1867 Medizin in Paris, wo er 1876 promoviert wurde. Ab 1879 war er Chirurg an einem Pariser Krankenhaus, erhielt 1880 die Agrégation und wurde 1895 Professor an der Medizinischen Fakultät in Paris. Er war Mitglied der Académie nationale de Médecine.
Der Wohnsitz wurde das bekannte Château d’Orion, wo noch heute Marguerite Bérard, Tochter des ehemaligen französischen Erziehungsministers Léon Bérard lebt, die Gattin eines Nachfahren von Reclus.
Als Chirurg war Reclus ein Pionier der Anwendung von Kokain als Anästhetikum. Er führte auch die klinischen Tests für die ersten praktikablen synthetischen Ersatzstoffe für Kokain als Lokalanästhetikum durch, für das 1903 von Ernest Fourneau entwickelte Stovain.
Paul Reclus starb am 29. Juli 1914 in Paris und fand dort auch seine letzte Ruhestätte.

## Schriften (Auswahl)
als Autor
- Notice sur Paul Broca. Baillère 1880.
- De la syphilis du testicule. Masson, Paris 1882.
- Clinique et critique chirurgicales. Masson, Paris 1884.
- Manuel de pathologie externe. Masson, Paris 1885

1. Maladies communes à tous les tissus. Maladies des tissus (Online-Version bei Archive.org).

- Cliniques chirurgicales de l’Hôtel-Dieu. Masson, Paris 1888.
- Inflammations, traumatismes, maladies virulentes. Masson, Paris 1894.
- Cliniques chirurgicales de la Pitié. Masson, Paris 1894.
- La cocaïne en chirurgie. Masson, Paris 1895.
- L'anesthésie localisée par la cocaïne. Masson, Paris 1903.

als Herausgeber
- zusammen mit Simon Duplay: Traité de chirurgie. Masson, Paris 1890/96 (8 Bände)
- zusammen mit Édouard Brissaud und Adolphe Pinard: Nouvelle Pratique médico-chirurgicale illustrée. Masson, Paris 1911/12 (8 Bände)